# Championnat d'Asie masculin de handball 2022
Navigation
Koweït 2020 Bahreïn 2024
Le championnat d'Asie masculin de handball 2022 est la vingtième édition de la compétition, organisé à Dammam en Arabie saoudite du 18 au 31 janvier 2022. Les cinq premières équipes sont qualifiées pour le Championnat du monde 2023.
Alors que la compétition avait été attribuée en juillet 2021 à l'Iran, la Fédération asiatique de handball a finalement décidé de la remplacer par l'Arabie saoudite, notamment à cause de la pandémie de Covid-19 en Iran.
La compétition est remportée pour la cinquième fois consécutive par le Qatar de Valero Rivera. Battu en finale, le Bahreïn, coaché par l'Islandais Aron Kristjánsson, encaisse sa cinquième défaite en finale. L'Arabie saoudite, entraînée par Didier Dinart, termine à la troisième place.

## Qualifications et tirage au sort
18 équipes sont qualifiées pour la compétition.
Le tirage au sort de la compétition a eu lieu le 6 décembre 2021 au Centre du roi Abdelaziz pour la connaissance et la culture à Dhahran.
Les équipes sont placées dans 4 pots en fonction des résultats de l'édition précédente, les équipes n'ayant pas participé étant placées dans le pot 4.
| Pot 1                                    | Pot 2                                   | Pot 3                    | Pot 4                                                       |
| ---------------------------------------- | --------------------------------------- | ------------------------ | ----------------------------------------------------------- |
| Qatar Corée du Sud Japon Arabie saoudite | Bahreïn Émirats arabes unis Iran Koweït | Irak Hong Kong Australie | Oman Jordanie Thaïlande Inde Ouzbékistan Singapour Viêt Nam |

Remarques :
- la Thaïlande a déclaré forfait avant le tirage au sort.
- le Japon a déclaré forfait le 5 janvier 2022 à cause de plusieurs cas de Covid-19.

## Tour préliminaire
Les deux premiers de chaque poule sont qualifiés pour le tour principal. Les équipes classées aux 3e et 4e places participent à des poules de classement.
- Qualifié pour le tour principal.
- Qualifié pour le tour de classement.

### Groupe A
|   | Équipe       | Pts | J | G | N | P | Bp  | Bc  | Diff |
| - | ------------ | --- | - | - | - | - | --- | --- | ---- |
| 1 | Corée du Sud | 6   | 3 | 3 | 0 | 0 | 95  | 59  | 36   |
| 2 | Koweït       | 4   | 3 | 2 | 0 | 1 | 111 | 72  | 39   |
| 3 | Jordanie     | 2   | 3 | 1 | 0 | 2 | 95  | 89  | 6    |
| 4 | Singapour    | 0   | 3 | 0 | 0 | 3 | 42  | 123 | -81  |

### Groupe B
|   | Équipe          | Pts | J | G | N | P | Bp  | Bc  | Diff |
| - | --------------- | --- | - | - | - | - | --- | --- | ---- |
| 1 | Iran            | 6   | 3 | 3 | 0 | 0 | 98  | 59  | 39   |
| 2 | Arabie saoudite | 4   | 3 | 2 | 0 | 1 | 104 | 67  | 37   |
| 3 | Australie       | 2   | 3 | 1 | 0 | 2 | 50  | 88  | -38  |
| 4 | Inde            | 0   | 3 | 0 | 0 | 3 | 85  | 123 | -38  |

### Groupe C
|   | Équipe              | Pts | J | G | N | P | Bp | Bc | Diff |
| - | ------------------- | --- | - | - | - | - | -- | -- | ---- |
| 1 | Qatar               | 6   | 3 | 3 | 0 | 0 | 90 | 53 | 37   |
| 2 | Irak                | 4   | 3 | 2 | 0 | 1 | 85 | 97 | -12  |
| 3 | Émirats arabes unis | 2   | 3 | 1 | 0 | 2 | 72 | 77 | -5   |
| 4 | Oman                | 0   | 3 | 0 | 0 | 3 | 66 | 86 | -20  |

### Groupe D
|    | Équipe      | Pts | J | G | N | P | Bp  | Bc  | Diff |
| -- | ----------- | --- | - | - | - | - | --- | --- | ---- |
| 1  | Bahreïn     | 6   | 3 | 3 | 0 | 0 | 127 | 53  | 74   |
| 2  | Ouzbékistan | 4   | 3 | 2 | 0 | 1 | 77  | 82  | -5   |
| 3  | Hong Kong   | 2   | 3 | 1 | 0 | 2 | 75  | 101 | -26  |
| 4  | Viêt Nam    | 0   | 3 | 0 | 0 | 3 | 64  | 107 | -43  |
| NC | Japon*      | 0   | 0 | 0 | 0 | 0 | 00  | 00  |      |

Note : * Japon forfait avant la compétition

## Tour principal
- Qualifié pour les demi-finales.
- Qualifié pour le match pour la 5e place.
- Qualifié pour le match pour la 7e place.

### Groupe I
|   | Équipe               | Pts | J | G | N | P | Bp | Bc  | Diff |
| - | -------------------- | --- | - | - | - | - | -- | --- | ---- |
| 1 | [1C] Qatar           | 6   | 3 | 3 | 0 | 0 | 90 | 34  | 56   |
| 2 | [2B] Arabie saoudite | 4   | 3 | 2 | 0 | 1 | 77 | 80  | -3   |
| 3 | [1A] Corée du Sud    | 2   | 3 | 1 | 0 | 2 | 53 | 58  | -5   |
| 4 | [2D] Ouzbékistan     | 0   | 3 | 0 | 0 | 3 | 60 | 108 | -48  |

### Groupe II
|   | Équipe       | Pts | J | G | N | P | Bp | Bc | Diff |
| - | ------------ | --- | - | - | - | - | -- | -- | ---- |
| 1 | [1D] Bahreïn | 6   | 3 | 3 | 0 | 0 | 99 | 72 | 27   |
| 2 | [1B] Iran    | 4   | 3 | 2 | 0 | 1 | 81 | 87 | -6   |
| 3 | [2C] Irak    | 1   | 3 | 0 | 1 | 2 | 81 | 87 | -6   |
| 4 | [2A] Koweït  | 1   | 3 | 0 | 1 | 2 | 66 | 81 | -15  |

La poule III regroupe toutes les équipes classées à la 3e place du tour préliminaire et permet de classer les équipes de la 9e à la 12e place.
La poule IV regroupe toutes les équipes classées à la 4e ou 5e place du tour préliminaire et permet de classer les équipes de la 13e à la 17e place.

## Phase finale
|  | Demi-finales    | Demi-finales |                        |    | Finale | Finale |
|  | Demi-finales    | Demi-finales |                        |    | Finale | Finale |
|  |                 |              |                        |    |        |        |
|  |                 |              |                        |    |        |        |
|  |                 |              |                        |    |        |        |
|  | Qatar           | 34           |                        |    |        |        |
|  | Qatar           | 34           |                        |    |        |        |
|  | Iran            | 19           |                        |    |        |        |
|  | Iran            | 19           | Qatar                  | 29 |        |        |
|  |                 |              | Qatar                  | 29 |        |        |
|  |                 | Bahreïn      | 24                     |    |        |        |
|  | Bahreïn         | Bahreïn      | 24                     | 29 |        |        |
|  | Bahreïn         |              |                        | 29 |        |        |
|  | Arabie saoudite | 20           |                        |    |        |        |
|  | Arabie saoudite | 20           | Match pour la 3e place |    |        |        |
|  |                 |              |                        |    |        |        |
|  |                 |              |                        |    |        |        |
|  |                 |              |                        |    |        |        |
|  | Iran            | 23           |                        |    |        |        |
|  | Iran            | 23           |                        |    |        |        |
|  | Arabie saoudite | 26           |                        |    |        |        |
|  | Arabie saoudite | 26           |                        |    |        |        |

### Demi-finales
| 29 janvier 2022 16h00 | Qatar   | 34 – 19 | Iran | Dammam |
| 29 janvier 2022 16h00 | (20-10) |         |      | Dammam |

| 29 janvier 2022 18h00 | Bahreïn | 29 – 20 | Arabie saoudite | Dammam |
| 29 janvier 2022 18h00 | (16-9)  |         |                 | Dammam |

### Match pour la7eplace
| 30 janvier 2022 16h00 | Ouzbékistan | 30 – 32 | Koweït | Dammam |
| 30 janvier 2022 16h00 | (16-17)     |         |        | Dammam |

### Match pour la5eplace
| 30 janvier 2022 18h00 | Corée du Sud | 26 – 24 | Irak | Dammam |
| 30 janvier 2022 18h00 | (13-11)      |         |      | Dammam |

La Corée du Sud obtient la cinquième et dernière place qualificative pour le Championnat du monde 2023.

### Match pour la3eplace
| 31 janvier 2022 16h00 | Iran    | 23 – 26 | Arabie saoudite | Dammam |
| 31 janvier 2022 16h00 | (12-15) |         |                 | Dammam |

### Finale
| 31 janvier 2022 18h00 | Qatar   | 29 – 24 | Bahreïn | Dammam |
| 31 janvier 2022 18h00 | (14-11) |         |         | Dammam |

## Classement final
| Rang                     | Équipe              | Commentaire                                   |
| ------------------------ | ------------------- | --------------------------------------------- |
| Médaille d'or, Asie      | Qatar               | Qualifié pour le Championnat du monde 2023    |
| Médaille d'argent, Asie  | Bahreïn             | Qualifié pour le Championnat du monde 2023    |
| Médaille de bronze, Asie | Arabie saoudite     | Qualifié pour le Championnat du monde 2023    |
| 4                        | Iran                | Qualifié pour le Championnat du monde 2023    |
| 5                        | Corée du Sud        | Qualifié pour le Championnat du monde 2023    |
| 6                        | Irak                | -                                             |
| 7                        | Koweït              | -                                             |
| 8                        | Ouzbékistan         | -                                             |
| 9                        | Émirats arabes unis | -                                             |
| 10                       | Oman                | -                                             |
| 11                       | Hong Kong           | -                                             |
| 12                       | Jordanie            | -                                             |
| 13                       | Viêt Nam            | -                                             |
| 14                       | Singapour           | -                                             |
| 15                       | Inde                | -                                             |
| 16                       | Australie           | -                                             |
| -                        | Japon               | Forfait le 5 janvier 2022 à cause du Covid-19 |
| -                        | Thaïlande           | Forfait avant le tirage au sort.              |

## Effectif des équipes sur le podium

### Champion d'Asie:Qatar
- Abdelrahman Abdallah
- Ahmad Madadi
- Ahmed Saleh
- Ali Alderi
- Allaedine Berrached (en)
- Anis Zouaoui (en)
- Bilal Lepenica
- Ebrahim Ebaid
- Eldar Memišević
- Frankis Marzo
- Hamad Madadi
- Mahmoud Hassab Alla
- Rafael Capote
- Rasheed Yusuff (en)
- Wajdi Sinen (en)
- Yassine Sami
- Youssef Benali

Entraîneur :
- Valero Rivera

### Vice-champion d'Asie:Bahreïn
- Abdulla Ali
- Ahmed Almaqabi
- Ahmed Fadhul
- Ali Eid
- Ali Merza
- Ali Salman
- Bilal Askani
- Hasan Ali
- Hasan Al-Samahiji
- Husain Al-Sayyad
- Husain Mahfooz
- Mahdi Habib
- Mohamed Abdulredha
- Mohamed Ahmed
- Mohamed Ali
- Mohamed Merza
- Mohamed Mohamed
- Qasim Al-Shuwaikh

Entraîneur :
- Aron Kristjánsson (en)

### Troisième place:Arabie saoudite
- Abbas Al-Saffar
- Abdullah Al-Abbas
- Abdullah Al-Hammad
- Abdullah Al-Hulaili
- Abdulrahman Al-Muwalled
- Ahmad Al-Abdulali
- Alsalem Mohmmed
- Amro Mohmmed
- Haidar Al-Khadrawi
- Hassan Al-Janabi
- Hussain Al-Mohsin
- Hisham Al-Obaidi
- Mahdi Al-Salem
- Marhoon Al-Maa
- Mohammed Al-Abas
- Mohammed Al-Zaer
- Moitaba Al-Salem
- Yousof Al-Taweel

Entraîneurs :
- Didier Dinart
- Rabah Gherbi